# Borowa (rejon dzierżyński)
Borowa (biał. Баравое, Barawoje; ros. Боровое, Borowoje) – agromiasteczko na Białorusi, w obwodzie mińskim, w rejonie dzierżyńskim, w sielsowiecie Borowa.

## Historia
W XIX i w początkach XX w. położona była w Rosji, w guberni mińskiej, w powiecie mińskim, w gminie Kojdanów.
Po I wojnie światowej pod administracją polską, w Zarządzie Cywilnym Ziem Wschodnich, w okręgu mińskim, w powiecie mińskim, w gminie Kojdanów.
W wyniku postanowień traktatu ryskiego znalazła się w granicach Związku Sowieckiego. W latach 1932–1937 w Polskim Rejonie Narodowym im. Feliksa Dzierżyńskiego. Od 1991 w niepodległej Białorusi.